# The Electras (Doo-Wop-Gruppe)
The Electras, die auch als The Ring A Dings, The Del Mars, The Freedoms, The Citations und The Captions veröffentlichten, waren eine amerikanische Doo-Wop-Gruppe, die in den 1960er Jahren einige Singles auf kalifornischen Plattenlabels veröffentlichten. Die Electras waren personell eng verknüpft mit den Valiants und den Untouchables.

## Karriere
Die Gründung der Band ging auf eine Initiative des Doo-Wop-Tenors Chester Pipkin zurück. Pipkin hatte seit 1954 bei verschiedenen Ensembles aus Los Angeles gesungen, zuerst bei den Squires, dann bei den Valiants und schließlich bei den Untouchables, die personell weitgehend aus den Valiants hervorgegangen waren. Die Untouchables waren nur mäßig erfolgreich, so dass Pipkin eine neue Formation anstrebte, für die er aber dennoch auf verschiedene Sänger zurückgriff, mit denen er schon gearbeitet hatte.
Die Kerngruppe bestand aus Pipkin, seinem Cousin Gary „Hart“ Pipkin, Warren Joyner von den Brentwoods sowie Billy Mann. Ergänzend kamen je nach Verfügbarkeit die Valiants-Kollegen Rip Spencer und Billy Storm sowie Alonzo Willis, der mit Joyner bei den Brentwoods gesungen hatte, zu den Aufnahmen hinzu. Die Band band sich eng an den Songwriter, Produzenten, Verleger, A&R-Manager und Labeleigner John Marascalco, der die Valiants seit 1957 kannte, als diese seinen für Little Richard konzipierten Song Good Golly Miss Molly aufgenommen hatten.
Die Veröffentlichungen umspannen einen Zeitraum von 1961 bis 1966. Zuerst erschienen drei Singles auf Infinity Records, wo Marascalco A&R-Manager war, darunter eine Adaption des Dorsey-Burnette-Klassikers Bertha Lou, den die Electras unter dem Namen „The Ring A Dings“ zu Snacky Poo umarbeiteten. Danach holte Marascalco die Band auf sein eigenes neu gegründetes Label Lola Records, wo bis 1965 ebenfalls drei Singles erschienen. Marascalcos versuchte immer wieder, seine Songs und Aufnahmen bei verschiedenen Labels zu platzieren, daher kam es zu mehreren Neu-Auflagen und Weiterlizenzierungen einzelner Titel. You Know wurde zum Beispiel mindestens dreimal veröffentlicht. Auch die Labels Cee-Jam Records und Ruby-Doo Records gehörten dem Produzenten und sahen Veröffentlichungen der Electras, darunter eine Coverversion von Little Girl of Mine von den Cleftones. Als „The Captions“ schließlich verabschiedete sich das Konglomerat unter Einbeziehung des vierten Valiants-Kollegen Brice Coefield wieder aus der Single-Produktion. Die Sänger blieben sich aber weiterhin verbunden in Formationen wie Africa und The Brothers and Sisters of Los Angeles.

## Diskografie
| Jahr | Titel                                      | Label #             | Label-Scans | Anmerkung                                     |
| ---- | ------------------------------------------ | ------------------- | ----------- | --------------------------------------------- |
| 1961 | A: Ten Steps to Love B: You Lied           | Infinity INX-012    |             | auch auf Constellation 105                    |
| 1961 | A: Snacky Poo B: Snacky Poo Part Two       | Infinity INX-014    |             | als „The Ring A Dings“ auch auf Mercury 72244 |
| 1962 | A: Boo Babe B: The Stomp                   | Infinity INX-016    |             |                                               |
| 1962 | A: You Know B: Can’t You See It in My Eyes | Lola 100            |             |                                               |
| 1963 | A: You Know B: Don’t Tell Me               | Cee-Jam 100         |             | B-Seite von den Surgeons                      |
| 1963 | A: That’s My Desire B: You Know            | ABC-Paramount 10426 |             | als „The Del Mars“                            |
| 1963 | A: You Lied B: Ten Steps to Love           | Constellation 105   |             | als „The Freedoms“                            |
| 1964 | A: Boo Babe B: Can’t You See It in My Eyes | Lola 100            |             | auch auf Challenge 59243                      |
| 1964 | A: Boo Babe B: Can’t You See It in My Eyes | Challenge 59243     |             |                                               |
| 1964 | A: Chicago B: The Stomp                    | Mercury 722386      |             | als „The Citations“                           |
| 1964 | A: Snacky Poo B: Snacky Poo Part Two       | Mercury 72244       |             | als „The Del-Mars“                            |
| 1965 | A: Everybody Philly B: Carmen P.           | Princess 54         |             | als "The Citations"                           |
| 1965 | A: Huff and Puff B: Mary Mary              | Lola #001           |             |                                               |
| 1966 | A: Little Girl of Mine B: Mary Mary        | Ruby-Doo #2         |             |                                               |
| 1966 | A: Hanky Panky B: Mary Mary                | Trend 001           |             | als „The Captions“                            |